# نیژنی چیاماخی
نیژنی چیاماخی (به لاتین: Nizhny Chiamakhi) یک منطقهٔ مسکونی در روسیه است که در شهرستان آگولسکی واقع شده‌است.